# Szczawno Rzeczyckie
Szczawno Rzeczyckie (prononciation [ˈʂt͡ʂavnɔ ʐɛˈt͡ʂɨt͡skʲɛ]) est une localité de la gmina de Zadzim, du powiat de Poddębice, dans la voïvodie de Łódź, située dans le centre de la Pologne.

## Administration
De 1975 à 1998, la localité était attachée administrativement à l'ancienne voïvodie de Sieradz.

Depuis 1999, elle fait partie de la nouvelle voïvodie de Łódź.